# Николай Павлов (писател)
Николай Павлов е български писател.

## Биография
Николай Павлов е роден на 9 август 1925 г. във врачанското село Долна Бешовица в семейство на учители.
Лежал е в затвора преди 9 септември 1944 г. за нелегална дейност, след това бил доброволец на фронта, където го ранили тежко.
Запасен полковник от армията и автор на близо 40 белетристични книги, осем от които преведени на чужди езици.